# Vladijevci
Vladievci (macedónul: Владиевци) település Észak-Macedóniában, a Délkeleti körzetben, a Vaszilevói járásban.

## Népesség
| Lakosok száma | 433  | 473  | 492  | 535  | 636  | 733  | 723  | 684  | 544  |
|               | 1948 | 1953 | 1961 | 1971 | 1981 | 1991 | 1994 | 2002 | 2021 |

- 2002-ben 684 lakosa volt, akik közül 679 macedón, 3 török  és 2 egyéb.